# Baeus ocellatus
Baeus ocellatus är en stekelart som beskrevs av Stevens 2007. Baeus ocellatus ingår i släktet Baeus och familjen Scelionidae. Inga underarter finns listade.